# Референдумы в Швейцарии (1879)
Референдумы в Швейцарии проходили 19 января и 18 мая 1879 года. На январском референдуме Федеральный закон о субсидиях для альпийской железной дороги был одобрен 70,7% голосов. В мае была одобрена поправка к Конституции по смертной казни, поддержанная 52,5% голосов избирателей и большинством кантонов.

## Избирательная система
Январский референдум был факультативным и требовал для одобрения большинства голосов избирателей. Майский конституционный референдум был обязательным, для одобрения которого было необходимо двойное большинство.

## Результаты

### Федеральный закон о субсидиях для железной дороги
| Выбор                              | Голосов | %    |
| ---------------------------------- | ------- | ---- |
| За                                 | 278 731 | 70,7 |
| Против                             | 115 571 | 29,3 |
| Недействительных/пустых бюллетеней |         | –    |
| Всего                              | 394 302 | 100  |
| Источник: Nohlen & Stöver          |         |      |

### Конституционная поправка по смертной казни
| Выбор                                | Общее голосование | Общее голосование | Кантоны | Кантоны | Кантоны |
| Выбор                                | Голосов           | %                 | Полных  | Полу-   | Всего   |
| ------------------------------------ | ----------------- | ----------------- | ------- | ------- | ------- |
| За                                   | 200 485           | 52,5              | 13      | 4       | 15      |
| Против                               | 181 588           | 47,5              | 6       | 2       | 7       |
| Недействительных/пустых бюллетеней   |                   | –                 | –       | –       | –       |
| Всего                                | 351 606           | 100               | 19      | 6       | 22      |
| Зарегистрированных избирателей/ Явка | 633 138           |                   | –       | –       | –       |
| Источник: Nohlen & Stöver            |                   |                   |         |         |         |